# Linha de alta velocidade Colônia-Francoforte
A linha de alta velocidade Colônia - Francoforte (em alemão: Neubaustrecke Köln-Rhein/Main) é uma linha ferroviária com 177 quilômetros, ligando as cidades de Colónia e de Francoforte sobre o Meno. Sua rota segue a auto-estrada A3 na sua grande parte. O facto de a linha possuir um gradiente de até 4%, requer comboios com um rácio elevado potência/peso que atualmente somente comboios InterCityExpress da terceira-geração possuem. A linha foi construída entre 1995 e 2002 com um custo total de 6 mil milhões de € de acordo com a Deutsche Bahn.
A linha começa em Colónia na estação de Colónia-Steinstraße situada no subúrbio de Porz. A linha possui um ramal que a liga ao Aeroporto de Colônia-Bonn, a qual, tecnicamente não faz parte da linha de alta velocidade, mas foi construída na mesma altura, sendo por isso considerada como parte do projecto.
A linha possui quatro estações, Siegburg/Bona, Montabaur, Limburg-sul e Aeroporto de Francoforte. A linha possui uma velocidade de projecto de 300 km/h entre Siegburg e Francoforte.

## Abertura
A abertura simbólica da linha ocorreu em 25 de Julho de 2002 com um comboio especial transportando 700 convidados.  No dia 1 de Agosto de 2002, começaram os primeiros serviços de passageiros, originalmente com um serviço bi-horário e mais tarde com um serviço horário.  Em Dezembro de 2002, o serviço total foi implementado com a integração nos horários europeus, apesar de nos primeiros meses terem ocorridos atrasos devidos a avarias técnicas.